# ティーチングアシスタント
ティーチングアシスタント (英: Teaching Assistant）とは、大学などの教育機関や研究機関が優秀な大学院学生に対して、学部生や低学年生向けの講義や実験等の教育補助業務を行わせることによって、大学教育の充実と大学院学生のトレーニングの機会提供を図るとともに、これに対する手当ての支給により大学院生の処遇の改善の一助とすることを目的とした制度である。
しばしば、TAと略される。国際的には博士後期課程在籍者が受け持っている。

## 訳出名
厳密に訳すと「指導助手」になるが、日本では指導助手という役職名は存在しない。ただし、日本の大学が個別に博士課程在籍者に対して定めている例がある。

## 業務
アメリカ合衆国では博士課程の学生が受け持つ。この授業の質を学生が採点するため、博士号取得への道を目指すものにとっては最もつらい瞬間であるといっても過言ではない。特にネイティブではない外国人が授業を受け持つと、「英語が下手だ」などと書かれることが多い。